# Víkingsfjall
Víkingsfjall är ett berg i republiken Island. Det ligger i regionen Norðurland vestra, 210 km nordost om huvudstaden Reykjavík. Toppen på Víkingsfjall är 1 251 meter över havet, eller 723 meter över den omgivande terrängen. Bredden vid basen är 8,8 km.
Trakten runt Víkingsfjall är nära nog obefolkad, med mindre än två invånare per kvadratkilometer. Det finns inga samhällen i närheten. Trakten runt Víkingsfjall består i huvudsak av gräsmarker.